# Semintero
In matematica, con il termine semintero (o semidispari) si intende un numero esprimibile nella forma 
{\displaystyle n+{\dfrac {1}{2}},}
dove {\displaystyle n} denota un numero intero. Esempi di numeri seminteri sono:
{\displaystyle {\frac {7}{2}},{\frac {9}{2}},-{\frac {13}{2}}.}
Si noti che la metà di un numero intero non è sempre un numero semintero: la metà di un numero pari (frazione apparente) 
è un numero intero, ma non è un numero semintero; mentre la metà di un numero dispari non è un numero intero, ma è semintero.
L'insieme dei seminteri spesso viene denotato con 
{\displaystyle \mathbb {Z} +{1 \over 2}.}
L'unione degli insiemi dei numeri interi e dei seminteri con l'operazione di somma è un gruppo che spesso è indicato con {\displaystyle {\frac {1}{2}}\mathbb {Z} }. Esso tuttavia non è un anello rispetto alle operazioni di somma e moltiplicazione poiché il prodotto di seminteri non è in generale un semintero, per esempio
{\displaystyle {\frac {1}{2}}\cdot {\frac {1}{2}}={\frac {1}{4}}\notin {\frac {1}{2}}\mathbb {Z} .}

## Utilizzi
I seminteri si incontrano in numerosi contesti; meritano quindi un termine specifico. Ad esempio il più denso packing reticolare (lattice packing) dello spazio quadridimensionale costituito da sfere di raggio {\displaystyle 1} vede le sfere con i centri in punti che hanno tutte le coordinate intere oppure semintere. Questo packing è strettamente collegato con i quaternioni di Hurwitz, quaternioni i cui coefficienti reali sono tutti interi oppure seminteri.
In meccanica quantistica (e successivamente nella fisica della materia e nella chimica delle molecole), in conseguenza del principio di esclusione di Pauli,  si incontrano sistematicamente i fermioni, particelle elementari caratterizzate dall'avere spin semintero. I livelli energetici dell'oscillatore armonico quantistico sono dati da multipli seminteri positivi di {\displaystyle h\nu }; questo implica in particolare che il livello energetico più basso non è nullo.
Nella variabile di Raven i seminteri vengono utilizzati come spartiacque fra la quantità nota e quella ignota.